# Tomas Nygård
Tomas Nygård (Närpes, 15 agosto 1973) è un ex calciatore finlandese, di ruolo difensore.

## Carriera

### Club
Nygård giocò nel Kraft e nel BK IFK, prima di passare allo Jaro. Tornò poi al Kraft, per poi accordarsi con il VPS. Nel 2000, si trasferì ai norvegesi del Raufoss, all'epoca militanti nella 1. divisjon. Esordì in squadra in data 30 aprile 2000, quando fu titolare nella vittoria per 1-2 sul campo dello HamKam. Rimase al Raufoss fino al 2002. Tornò poi al VPS, prima di giocare nel Norrvalla e nel VIFK.